# Суперкубок Италии по волейболу среди женщин

Суперкубок Италии

Суперкубок Италии по волейболу среди женщин — ежегодное соревнование женских волейбольных команд Италии. Проводится с 1996 года в первой половине волейбольного клубного сезона (в период с сентября по декабрь). 

## Формула соревнований
Суперкубок Италии в большинстве турниров разыгрывался между чемпионом и обладателем Кубка (или финалистом в случае, если чемпион Италии становился и победителем розыгрыша Кубка Италии) предыдущего сезона. Исключением стали только розыгрыши 2001, 2002, 2004—2006 и 2014 годов. В 2014 в Суперкубке участвовали три команды — чемпион и обладатель Кубка (одна команда) и финалисты чемпионата и Кубка. В остальных подобных случаях (2001, 2002, 2004—2006) в розыгрышах принимали участие по 4 команды (две — от чемпионата и две — от Кубка).
Если в турнире участвовали две команды — то обладатель Суперкубка определялся по результатам одного матча между ними. Если участниками турнира становились 3 или 4 команды, то Суперкубок они разыгрывали в формате «финала четырёх» — два полуфинала (или один при трёх участниках) и финал.    
В последнем розыгрыше (10 ноября 2018) «Имоко Воллей» (Конельяно) победил команду «Игор Горгондзола» (Новара) 3:1.

## Победители
| - 1996 «Фоппапедретти» Бергамо - 1997 «Фоппапедретти» Бергамо - 1998 «Фоппапедретти» Бергамо - 1999 «Фоппапедретти» Бергамо - 2000 «Капосуд» Реджо-ди-Калабрия - 2001 «Чивидини» Виченца - 2002 «Модена» - 2003 «Асистел» Новара - 2004 «Фоппапедретти» Бергамо - 2005 «Асистел» Новара - 2006 «Скаволини» Пезаро - 2007 «Деспар-Сирио» Перуджа - 2008 «Скаволини» Пезаро - 2009 «Скаволини» Пезаро | - 2010 «Скаволини» Пезаро - 2011 «Фоппапедретти» Бергамо - 2012 «Унендо-Ямамай» Бусто-Арсицио - 2013 «Ребекки-Нордмекканика» Пьяченца - 2014 «Нордмекканика-Ребекки» Пьяченца - 2015 «Поми» Казальмаджоре - 2016 «Имоко Воллей» Конельяно - 2017 «Игор Горгондзола» Новара - 2018 «Имоко Воллей» Конельяно - 2019 «Имоко Воллей» Конельяно - 2020 «Имоко Воллей» Конельяно - 2021 «Имоко Воллей» Конельяно - 2022 «Имоко Воллей» Конельяно - 2023 |